# Morgan Brian
Morgan Paige Brian (ur. 26 lutego 1993 w St. Simons) – amerykańska piłkarka grająca na pozycji pomocnika w Houston Dash i reprezentacji Stanów Zjednoczonych. Uczestniczka wygranych przez USA Mistrzostw Świata w Piłce Nożnej Kobiet 2015, podczas których zaliczyła jedną asystę (przy bramce Tobin Heath).

## Wczesne życie

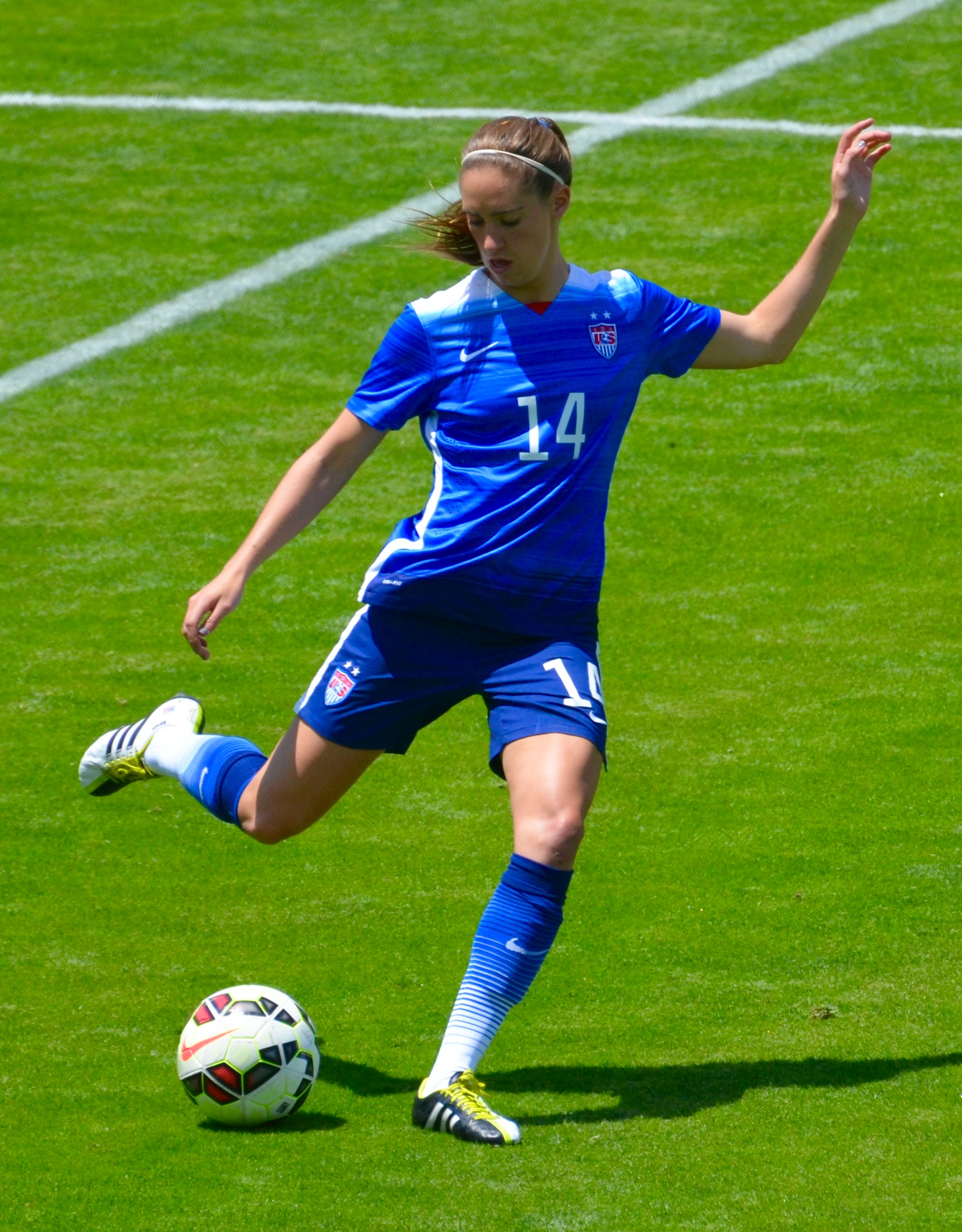
Brian w meczu dla USWNT, maj 2015

Brian urodziła się w St. Simons, Georgia jako córka Vickie i Steve’a, uczęszczała do Frederica Academy na St. Simons Island w stanie Georgia. Jako że była to niewielka społeczność, Brian często grała ze starszymi dziećmi. Z powodu małego wzrostu w porównaniu do reszty grupy zaczęto nazywać ją „Plankton”. W 2011 roku, po zdobyciu sześciu bramek i poprowadzeniu swojej drużyny do mistrzostwa stanu otrzymała tytuły Gatorade Player of the Year i Gatorade National Girls Soccer Player of the Year. Otrzymała również tytuły: 2010 Parade National Girls Soccer Player of the Year, 2010 NSCAA Youth Player of the Year. Dwa razy została wybrana do jedenastki Parade All-American oraz dwa razy otrzymała tytuł zawodniczki roku stanu Georgia.
Będąc w ósmej klasie Brian pomogła swojej drużynie zająć drugie miejsce w rozgrywkach stanowych oraz została wybrana do jedenastki regionu i stanu. Jako pierwszoroczniak we Frederica wywalczyła z drużyną Knights mistrzostwo stanu. Została wówczas wybrana MVP drużyny, oraz znalazła się w jedenastce regionu i stanu. Przez pierwsze dwa lata nauki w szkole średniej strzeliła 83 bramki i zaliczyła 50 asyst, a w ostatniej klasie strzeliła 71 bramek i miała 30 asyst.
Brian grała w klubie Ponte Vedra Storm w kategoriach wiekowych od U-12 do U-19. Wygrała z nim mistrzostwa stanowe w kategoriach U-17 i U-18 oraz była wicemistrzynią kraju w kategorii U-17. Latem 2012 roku pomogła Storm wygrać mistrzostwo kraju w kategorii U-19.

### Uniwersytet Virginia
Brian studiowała na University of Virginia. W 2011, na pierwszym roku była w wyjściowej jedenastce w 22 meczach, a w jednym weszła z ławki, gdy drużyna rozegrała ogółem 24 mecze. Grając w pomocy była drugą najlepszą strzelczynią dla Cavaliers z 11 bramkami i 8 asystami. Otrzymała tytuły Soccer America National Freshman of the Year, Second-Team Soccer America MVP, Atlantic Coast Conference Freshman of the Year i była półfinalistką w Hermann Trophy oraz została wybrana do jedenastek kraju i konferencji przez NSCAA.
Na drugim roku studiów Brian opuściła początek sezonu, ponieważ była częścią reprezentacji USA, która zdobyła złoto na Mistrzostwach Świata U-20 w Piłce Nożnej Kobiet. W drużynie Cavaliers uczestniczyła w 15 spotkaniach, 13 z nich rozegrała od pierwszej minuty. Strzeliła cztery bramki i zaliczyła siedem asyst. Otrzymała tytuły ACC Tournament MVP i Second Team Soccer America MVP. Została wybrana do jedenastki regionu i konferencji przez NSCAA oraz do jedenastki stanu przez VaSID.
Na trzecim roku w 2013, Brian rozegrała 25 meczów. Była liderką strzelczyń w Konferencji Atlantyckiej z 46 punktami za 16 bramek i 14 asyst. Zdobywała bramki we wszystkich czterech zwycięstwach w turnieju NCAA, prowadząc Virginię do pucharu. Otrzymała tytuły Soccer America Player of the Year, TopDrawerSoccer.com Player of the Year, VaSID State Player of the Year i First-Team Soccer America MVP oraz została wybrana do jedenastek kraju i konferencji przez NSCAA. Wygrała również Hermann Trophy.
W 2014 roku Brian ponownie zdobyła Hermann Trophy, stając się piątą kobietą, która zdobyła tę nagrodę dwa razy.

## Kariera zawodnicza

### Klub

#### Houston Dash
Brian była pierwszym wyborem Houston Dash podczas draftu zawodniczek uniwersyteckich w sezonie 2015 NWSL.

### Reprezentacja

#### Drużyny młodzieżowe

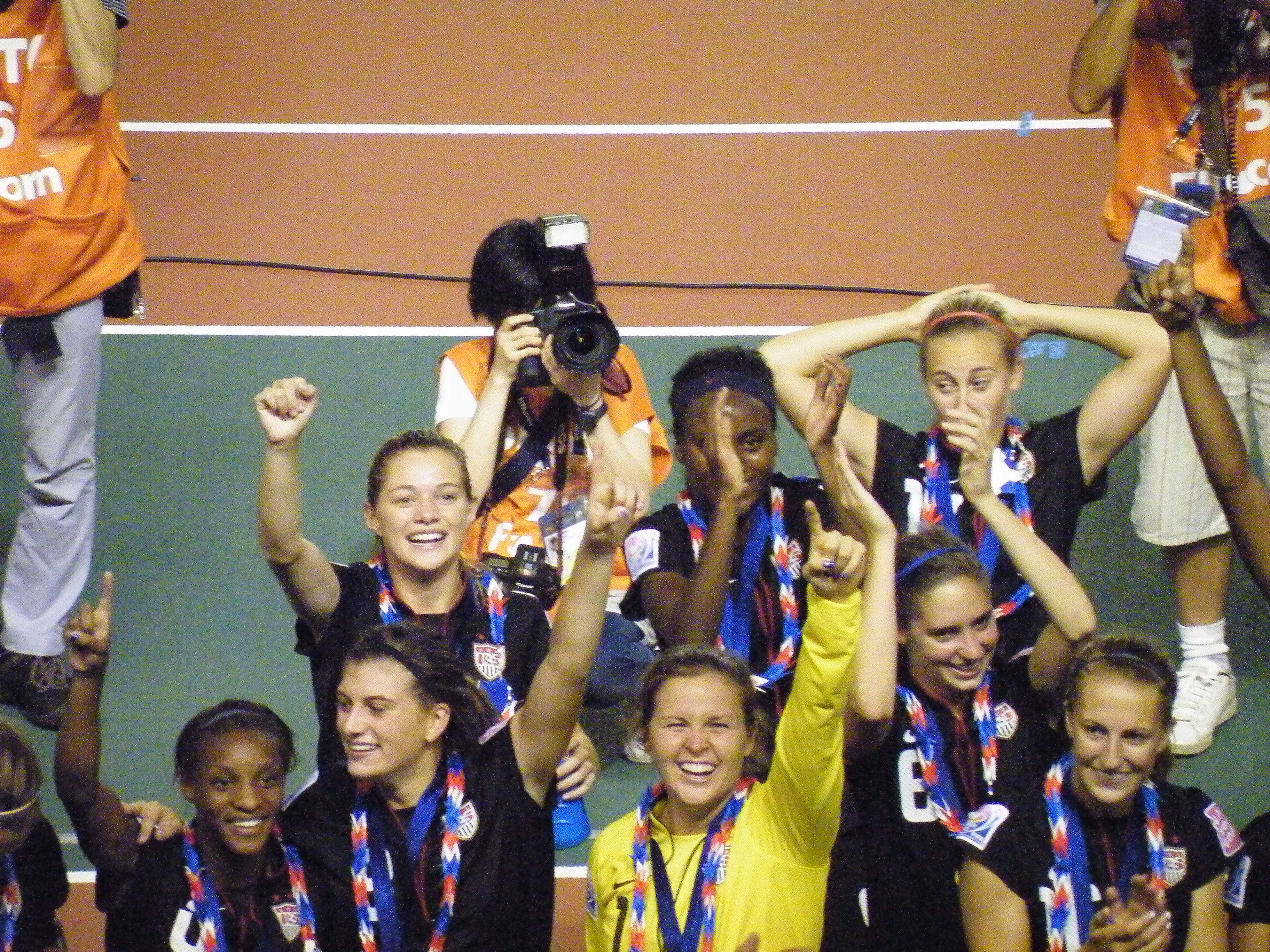
Mistrzostwa Świata U-20 w Piłce Nożnej Kobiet, Japonia 2012. Od lewej: 4-Crystal Dunn, 3-Cari Roccaro, 7-Kealia Ohai, 1-Brayne Heaberlin (GK), 9-Chioma Ubogagu, 6-Morgan Brian, 17-Taylor Schram, 16-Sarah Killion

Brian była w reprezentacji USA w kategorii wiekowej U-17, gdy ta zdobyła trzecie miejsce na Mistrzostwach Świata U-17 w Piłce Nożnej Kobiet w Kostaryce. Miała wówczas 15 lat i była najmłodszą zawodniczką w drużynie.
Brian grała w reprezentacji U-20, która wygrała Mistrzostwa CONCACAF U-20 i wywalczyła udział w Mistrzostwach Świata U-20 w Japonii. Podczas turnieju kwalifikacyjnego rozegrała łącznie 337 minut w czterech meczach, strzeliła jedną bramkę i zaliczyła jedną asystę.
Podczas Mistrzostw Świata U-20 w Japonii, Brian rozegrała sześć meczów i strzeliła jedną bramkę. Opisując Brian, trener Steve Swanson powiedział: „Morgan robi wszystko ekstremalnie dobrze, co jest rzadkością wśród pomocników. Potrafi wykańczać akcje, biegać, wyśmienicie podaje, potrafi zachować się w sytuacjach jeden na jednego, potrafi uderzać głową. Niewielu rzeczy nie potrafi, ale to co ją wyróżnia to jej umysł. Jest niesamowicie inteligentną piłkarką jak na jej wiek, a wciąż jest jedną z najmłodszych zawodniczek w drużynie”.

#### Drużyna seniorska
W czerwcu 2013 Brian została powołana na zgrupowanie reprezentacji przed towarzyskimi meczami z Koreą Południową przez trenera Toma Sermanni. W reprezentacji zadebiutowała 15 czerwca 2013 roku, zmieniając Lauren Holiday w meczu przeciwko Korei Południowej. Pierwszą bramkę dla drużyny narodowej strzeliła 3 sierpnia 2013, trzy minuty po wejściu na boisko jako rezerwowa w meczu przeciwko Meksykowi.
W lutym 2016 została nagrodzona Złotą Piłką – nagrodą dla najlepszej zawodniczki podczas Olimpijskiego Turnieju Kwalifikacyjnego CONCACAF.
Mistrzostwa Świata 2016
Morgan Brian była rezerwową podczas pierwszego meczu fazy grupowej przeciwko Australii. Mecz przeciwko Szwecji, drugi w fazie grupowej, rozpoczęła w podstawowej jedenastce. Gdy podstawowa pomocniczka drużyny, Lauren Holiday została zawieszona na mecz ćwierćfinałowy, Brian zajęła jej miejsce i pomogła drużynie USA dostać się do półfinału, w którym zmierzyły się z Niemkami. W półfinale Brian znalazła się w wyjściowym składzie obok Holiday jako część formacji 4–3–3. Mimo iż podczas meczu doznała wstrząśnienia mózgu rozegrała go do końca, a Amerykanki wygrały 2–0. W finale przeciwko Japonii, Brian po raz kolejny znalazła się w wyjściowym składzie i przyczyniła się do zwycięstwa 5–2 asystując przy bramce Tobin Heath.

## Statystyki kariery

### Klub
| Klub         | Sezon | Liga  | Liga    | Liga   |
| Klub         | Sezon | Liga  | Występy | Bramki |
| ------------ | ----- | ----- | ------- | ------ |
| Houston Dash | 2015  | NWSL  | 10      | 0      |
| Houston Dash | 2016  | NWSL  | –       | –      |
| Razem        | Razem | Razem | 10      | 0      |

### Bramki w reprezentacji
| Data       | Lokalizacja         | Rywal         | Skład               | #   | Min | Rozgrywki                         |
| ---------- | ------------------- | ------------- | ------------------- | --- | --- | --------------------------------- |
| 2013-09-03 | Washington, D.C.    | Meksyk        | w. 70' (z. Tymrak)  | 1.1 | 72  | towarzyski                        |
| 2014-02-13 | Atlanta, Georgia    | Rosja         | cały mecz           | 1.1 | 65  | towarzyski                        |
| 2014-10-20 | Washington, D.C.    | Haiti         | w. 63' (z. Heath)   | 1.1 | 82  | kwalifikacje olimpijskie: Grupa A |
| 2015-04-04 | St. Louis, Missouri | Nowa Zelandia | w. 79' (z. Rapinoe) | 1.1 | 81  | towarzyski                        |

## Nagrody i wyróżnienia

### Drużynowe
- Mistrzostwa Świata w Piłce Nożnej Kobiet: 2015

### Indywidualne
- 2010 NSCAA Youth Player of the Year
- 2010 Parade National Player of the Year
- 2011 Gatorade National Player of the Year
- 2011 ACC Freshman of the Year
- 2011 Soccer America National Freshman of the Year
- 2012 ACC Tournament MVP
- NSCAA 1st Team All American: 2011, 2012
- All-NCAA Tournament Team: 2013
- NSCAA 1st Team All-Southeast Region: 2011, 2012, 2013
- 1st Team All-ACC: 2011, 2012, 2013
- 2013 Soccer America Player of the Year
- 2013 MAC Hermann Trophy
- 2014 MAC Hermann Trophy
- 2015 Mary Garber Award
- 2016 CONCACAF Women’s Olympic Qualifying Championship Złota Piłka

## W kulturze

### Gry
Brian wraz z koleżankami z drużyny narodowej znalazła się w grze FIFA 16.

### Ticker Tape Parade i wizyta w Białym Domu
Po zwycięstwie na Mistrzostwach Świata w 2015, Brian i jej koleżanki z reprezentacji, jako pierwsza żeńska drużyna sportowa zostały uhonorowane Ticker Tape Parade – przejazdem zwycięzców ulicami miasta w Nowym Jorku. Każda zawodniczka otrzymała wówczas klucz do miasta od burmistrza Billa de Blasio. W październiku tego samego roku drużyna została zaproszona przez Prezydenta Baracka Obamę do Białego Domu.